# Doon
Doon és una població dels Estats Units a l'estat d'Iowa. Segons el cens del 2000 tenia 533 habitants.

## Demografia
Segons el cens del 2000, Doon tenia 533 habitants, 202 habitatges, i 151 famílies. La densitat de població era de 354,8 habitants per km².
Dels 202 habitatges en un 38,1% hi vivien nens de menys de 18 anys, en un 69,8% hi vivien parelles casades, en un 4,5% dones solteres, i en un 24,8% no eren unitats familiars. En el 22,8% dels habitatges hi vivien persones soles el 9,9% de les quals corresponia a persones de 65 anys o més que vivien soles. El nombre mitjà de persones vivint en cada habitatge era de 2,64 i el nombre mitjà de persones que vivien en cada família era de 3,13.
Per edats la població es repartia de la següent manera: un 30% tenia menys de 18 anys, un 9% entre 18 i 24, un 27% entre 25 i 44, un 18,6% de 45 a 60 i un 15,4% 65 anys o més.
L'edat mediana era de 32 anys. Per cada 100 dones de 18 o més anys hi havia 100,5 homes.
La renda mediana per habitatge era de 33.281 $ i la renda mediana per família de 39.773 $. Els homes tenien una renda mediana de 26.607 $ mentre que les dones 19.286 $. La renda per capita de la població era de 14.698 $. Entorn del 6,4% de les famílies i el 7% de la població estaven per davall del llindar de pobresa.

## Poblacions més properes
El següent diagrama mostra les poblacions més properes.